# Rozávlya község
Rozávlya község (románul: Comuna Rozavlea) község Máramaros megyében, Romániában. Központja Rozávlya, hozzá tartozik Sâlța.

## Népessége
A 2011-es népszámlálás adatai alapján a község népessége 3085 fő volt.